# Hans Ettrich
Hans Ettrich (* 14. August 1932 in Castrop-Rauxel; † 1. August 2014 ebenda) war ein deutscher Politiker (SPD). Von 1989 bis 1994 war er Bürgermeister seiner Heimatstadt, von 1994 bis 1999 Landrat des Kreises Recklinghausen.

## Leben
Beruflich war Ettrich bei den Vereinigten Elektrizitätswerken Westfalen tätig. 1947 wurde er Mitglied der IG Metall. 1957 trat er in die SPD ein. Von 1966 bis 2004 gehörte er dem Rat der Stadt Castrop-Rauxel und von 1975 bis 1999 dem Kreistag des Kreises Recklinghausen an. 1976 wurde er Vorsitzender des SPD-Stadtverbandes Castrop-Rauxel, zudem war er bis 1986 Fraktionsvorsitzender der SPD-Ratsfraktion. Ferner war er stellvertretendes Mitglied im Hauptausschuss des Rates der Gemeinden Europas. 1986 wurde er Mitglied im SPD-Bezirksvorstand Westliches Westfalen, 1998 stellvertretender Vorsitzender des SPD-Unterbezirks Recklinghausen.
Von 1989 bis 1999 war er Bürgermeister der Stadt Castrop-Rauxel und von 1994 bis 1999 als Nachfolger von Helmut Marmulla letzter ehrenamtlicher Landrat des Kreises Recklinghausen. In diesem Amt folgte ihm Hans-Jürgen Schnipper als erster direkt gewählter hauptamtlicher Landrat nach.
Ettrich verstarb am 1. August 2014.

## Privates
Ettrich war verheiratet.

## Ehrungen
1981 erhielt Ettrich den Ehrenring der Stadt Castrop-Rauxel. 1991 wurde ihm das Verdienstkreuz am Bande und 2009 die 1. Klasse der Bundesrepublik Deutschland verliehen und 1999 der Verdienstorden des Landes Nordrhein-Westfalen. 1999 wurde Ettrich zum Ehrenbürger der Stadt Castrop-Rauxel ernannt. Ferner war er Ehrenvorsitzender des SPD-Stadtverbandes Castrop-Rauxel.